# Металістська сільська рада
| Металістська сільська рада — колишній орган місцевого самоврядування у Слов'яносербському районі Луганської області з адміністративним центром у с-щі Металіст. Історична дата утворення: в 1992 році. |

## Населені пункти
Сільській раді підпорядковані населені пункти:
- с-ще Металіст
- с. Земляне
- с. Лиман
- с. Раївка
- с. Стукалова Балка
- с. Шишкове

## Склад ради
Рада складалася з 24 депутатів та голови.

### Керівний склад ради
| ПІБ                         | Основні відомості                                                         | Дата обрання | Дата звільнення |
| --------------------------- | ------------------------------------------------------------------------- | ------------ | --------------- |
| Карпенко Надія Йосипівна    | Сільський голова, 1958 року народження, освіта, позапартійна              | 26.03.2006   | 16.07.2009      |
| Лукерін Вадим Олександрович | Сільський голова, 1951 року народження, освіта, член Партії регіонів      | 20.06.2010   | 31.10.2010      |
| Лукерін Вадим Олександрович | Сільський голова, 1951 року народження, освіта вища, член Партії регіонів | 31.10.2010   |                 |

Примітка: таблиця складена за даними джерела